# Tommaso Grossi

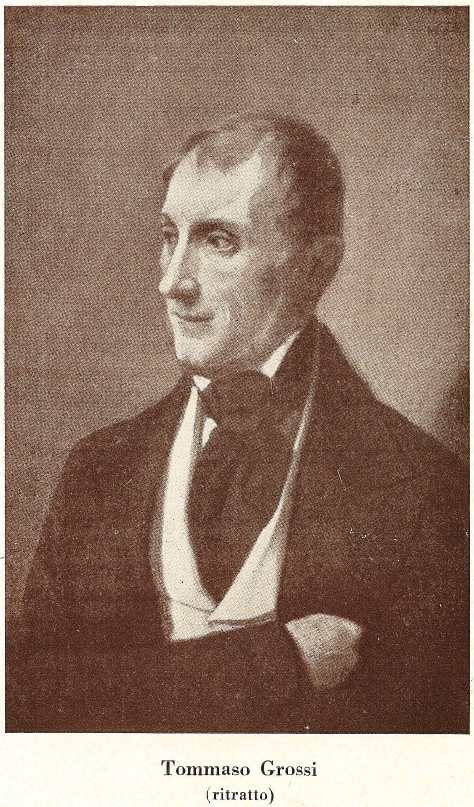

Tommaso Grossi (Bellano, 20 de enero de 1790-Milán, 10 de diciembre de 1853) escritor italiano del siglo XIX. 

## Biografía
Tras licenciarse en derecho en la Universidad de Pavía en 1810, Tommaso Grossi se mudó a Milán, a la casa de su maestro y amigo  Alessandro Manzoni e intentó ejercer su oficio de abogado, pero el gobierno austriaco le dificultó medrar en su carrera en la abogacía y comenzó la literaria en dialecto milanés, lengua que usó para expresar temas e ideas del romanticismo, movimiento del cual era partisano convencido, y en la que escribió en 1815 su famoso poema Sogni, también conocido como La Prineide, inspirado por el linchamiento del ministro de finanzas napolitano Giuseppe Prina, violenta acusación contra el gobierno austriaco. 
Después de su matrimonio en 1838, abandonó la literatura y se centró en su trabajo como notario, escribiendo el acto oficial de la fusión entre el Piamonte y la Lombardía y falleciendo de meningitis en 1853.

## Obra
- Prineide, 1816
- La fuggitiva (en milanés), 1816
- La fuggitiva (en italiano), 1817
- Giovanni Maria Visconti, 1818
- Sestinn per el matrimoni del sur cont don Gabriel Verr con la sura contessina donna Giustina Borromea, 1819
- Ildegonda, 1820
- In morte di Carlo Porta, 1821